# 庫爾福河
5°55′37″N 37°33′07″E / 5.927°N 37.552°E
庫爾福河是埃塞俄比亞的河流，位於該國南部，流經內基薩國家公園，流域面積300平方公里，最終注入查莫湖，河道上的一座重要橋樑於2006年修復。